# Manasse
Manasse var ifølge Bibelen søn af Josef og sønnesøn af Jakob. Han og hans bror Efraim blev optaget sammen med Jakobs sønner som velsignede personer der skulle blive forfædre til Israels stammer. Der eksisterede derfor ingen Josef stamme. 

Manasse stamme fik territorier på begge sider af Jordanfloden.